# 华萤叩甲属
华萤叩甲属（学名：Sinopyrophorus）也作华光叩甲属，是鞘翅目华萤叩甲科唯一的一属。属名源于拉丁语前缀 sino-（中国的）和属名Pyrophorus（一个发光叩甲的属，产自中、南美洲）。本属目前仅发现一种—华萤叩甲（Sinopyrophorus schimmeli），分布于中国云南省西部盈江县和陇川县。华萤叩甲在飞行时能够发光，是亚洲发现的首个发光叩甲。
华萤叩甲在2023年被收录入中国《有重要生态、科学、社会价值的陆生野生动物名录》。

## 分类
本属发表时作为模式属创建了叩甲科的一个新亚科—华萤叩甲亚科（Sinopyrophorinae）。2019年升级为科。